# Minuskel 28
Minuskel 28 (in der Nummerierung nach Gregory-Aland), ε 168 (von Soden) ist eine griechische Minuskelhandschrift des Neuen Testaments. Mittels Paläographie wurde das Manuskript auf das 11. Jahrhundert datiert.  Vormals wurde es als Colbertinus 4705 katalogisiert.

## Beschreibung
Der Kodex enthält den Text der vier Evangelien auf 292 Pergamentblättern (23,1 × 18,7 cm) mit einigen Lakunen. Er wurde in einer Spalte pro Seite mit je 19 Zeilen beschrieben.
Die Wörter sind fortlaufend ohne Unterbrechung geschrieben. Die Buchstaben sind „sorglos von einem ignoranten Schreiber“ geschrieben, „enthalten jedoch viele bemerkenswerte Lesarten“. Initialbuchstaben sind farbig ausgeführt. Die Minuskelhandschrift enthält außerdem den Eusebischen Kanon, Synaxarion und Fußnoten.
Lakunae (Lücken): 
Matt. 7:19–9:22, 14:33–16:10, 26:70–27:48, Lukas 20:19–22:46, Johannes 12:40–13:1; 15:24–16:12, 18:16–28, 20:19–21:4, 21:19 bis Ende.
Johannes 19:11–20:20 und 21:5–18 wurden später (15. Jh.) von Hand eingefügt.
Der griechische Text repräsentiert im Markusevangelium den Cäsareanischen Texttyp und in den restlichen Evangelien den Byzantinischen Texttyp. Aland ordnete daher Markus in Kategorie III ein und den verbleibenden Teil in Kategorie V.
Der Kodex wurde von Wettstein und Scholz (1794–1852) untersucht. Er wird in der Bibliothèque nationale de France (Gr. 379) in Paris aufbewahrt.